# En Patufet
En Patufet fou una revista infantil il·lustrada, escrita en català, publicada a Barcelona entre 1904 i 1938. Posteriorment, entre 1968 i 1973, fou represa amb el nom de Patufet. Va tenir una gran popularitat, fins al punt que la paraula patufet es feia servir per a designar genèricament les revistes il·lustrades infantils, actualment anomenades còmics. Ha sigut el setmanari en llengua catalana amb més tirada de la història, amb 65.000 exemplars i 325.000 lectors setmanals, el setmanari que ha tingut més tirada de la història de Catalunya. Era un succés car «alhora els infants i els avis la llegien».
En Patufet, per mitjà dels seus 1.806 números a la primera etapa, va ensenyar a llegir i escriure en català a gairebé tres generacions. A banda d'ensenyar i alhora, formar i distreure els infants i els joves. Era una eina cultura amb tres peus: catalanista, pedagògic i moralitzador, tot divulgant les tradicions i costums catalans. Hi va predominar un cert catolícisme i tradicionalisme, alhóra lúdica i moralitzant. Tot i això, va contribuir molt a crear un mercat literari en català i una normalitat cultural. La cohabitació de la redacció amb el setmanari satíric d'adults Cu-Cut va ser particularment única en la història dels editorials catalans. Va contribuir a la professionalització de les il·lustracions i va despertar noves generacions d'il·lustradors.

## Història

### Primera època (1904-1938)

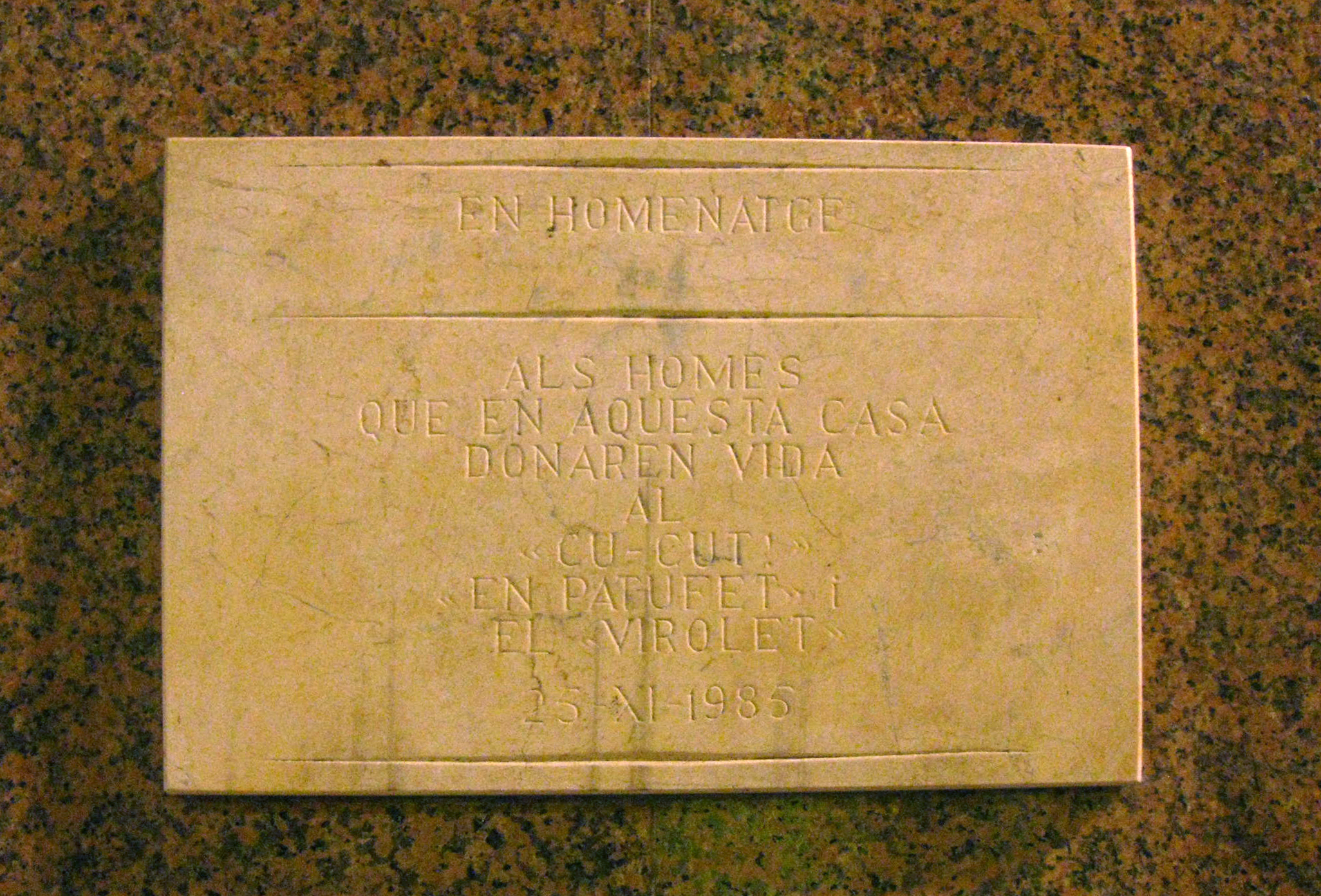
Placa commemorativa a la façana de la Llibreria Documenta.

El dia 3 de gener de 1904 apareixia el número que havia d'ésser el primer d'una llarga sèrie. La idea d'En Patufet havia nascut en una reunió de membres de l'antic Foment Autonomista Català. Una vegada decidida la publicació d'un periòdic infantil, Aureli Capmany i Farrés va ésser cridat per a encarregar-se'n. El nom proposat va semblar bé i tot va tirar endavant. El resultat va consistir en 8 pàgines de dos colors i un format de 160×110mm. La redacció era a la Rambla de les Flors 11, domicili del mateix director. El preu era de cinc cèntims. Després de pocs números, les vuit pàgines n'esdevingueren dotze i al número 10, ja foren setze. L'any 1912, cada número era de 32 pàgines amb un format de 210×150mm. Amb el temps va créixer el preu fins als 50 cèntims, un preu que va marcar el darrer número d'En Patufet de la primera temporada. Va obtenir un gran succés de públic gràcies al model moral que proposava, que sublimava el conservadorisme burgès i satisfeia les aspiracions del lector de classe mitjana. De mica en mica, va anar abastant un públic més ample i va anar canviant de contingut i presentació. També, al llarg del temps, va abandonar el seu caràcter infantil i va esdevenir una revista juvenil.
En Patufet havia emprès un camí que va arrossegar darrere seu altres iniciatives, que si bé algunes no van assolir gaire penetració en el públic, ni van durar gaire temps, sí que van ser un exponent del procés de normalització engegat —d'una manera accelerada— perquè la llengua catalana arribés als infants. El 1904 surt El Mosquit amb un sol número; el 1906 La Palmeta, bilingüe, amb 12 números; L'Escolanet, amb 19 números; el 1907, L'Escola, que era un full estudiantil, etc. En aquesta temptativa de proposar als infants revistes adequades per a ells hi van participar figures de primer ordre entre els artistes i escriptors del país: de modernistes com Apel·les Mestres, a noucentistes com Carles Riba o López Picó. Molts dels creadors van abocar-se a donar uns models literaris i artístics que ajudessin les criatures catalanes a trobar un camí.

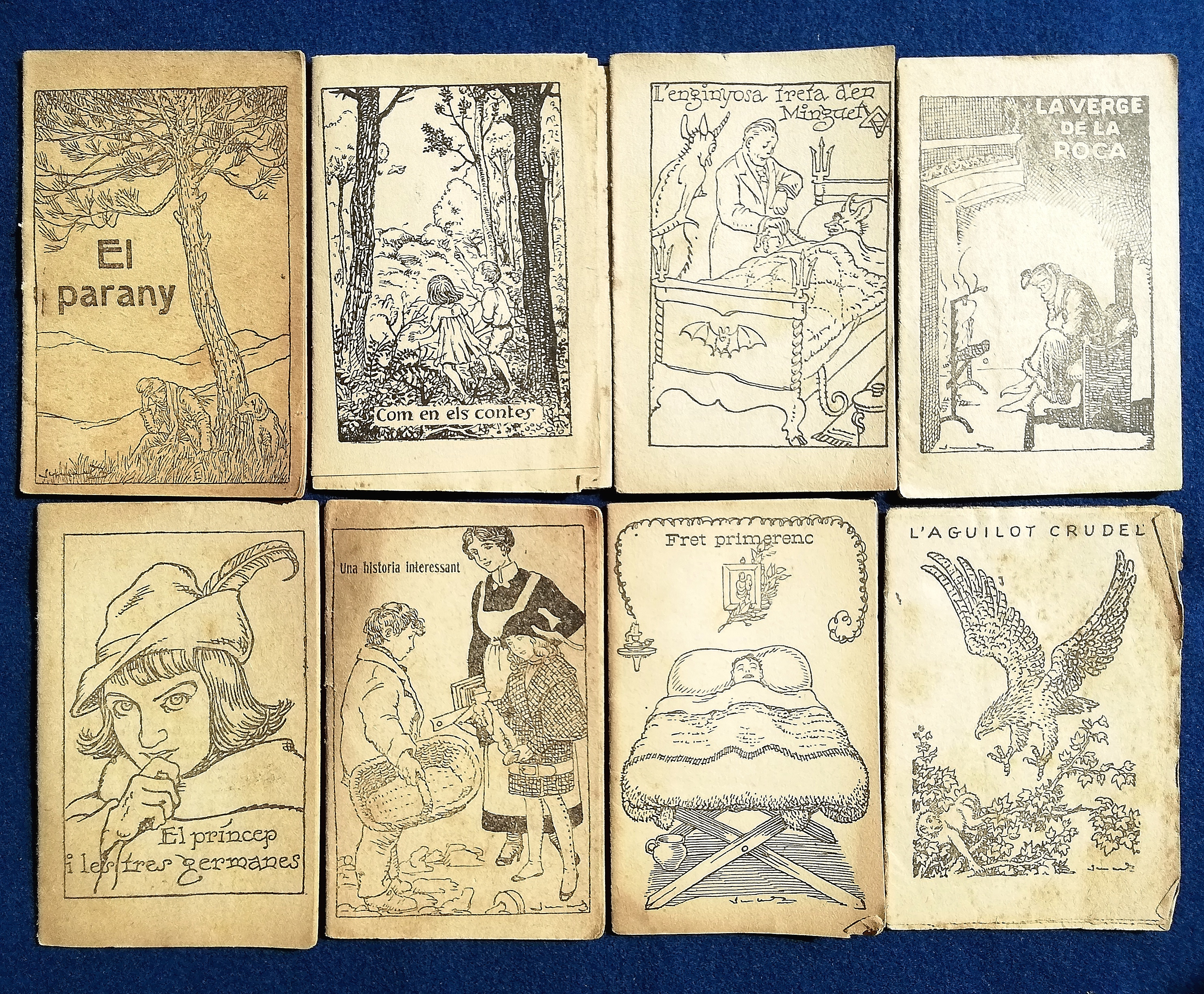
Vuit contes de la col·lecció En Patufet dibuixats per Junceda, de principi del. «El parany - Com en els contes - L'enginyosa ideia d'en Minguet - La Verge de la Roca - El príncep i les tres germanes - Una història interessant - Fred primerenc - L'Aguilot crudel».

Quan En Patufet ja era bastant popular, Aureli Capmany va deixar-ne la direcció i l'any 1905 va vendre la revista a l'editor Josep Bagunyà a causa de les dificultats econòmiques de la publicació. Aleshores començà a editar-lo el mateix editor de la revista Cu-cut!, en Josep Bagunyà, amb l'ajuda de Josep Morató. Aquest va morir l'any 1918 i s'incorporà a la redacció d'En Patufet Josep Maria Folch i Torres, que, tot i no ser-ne mai el director, en fou el principal col·laborador i a ell es deu, en bona part, la formidable popularitat que va arribar a assolir la publicació, on va començar a escriure les seves Les aventures extraordinàries d'en Massagran. En Bagunyà havia llegit aquelles aventures, que li plagueren, i en comptes de posar-les en un volum a part, es va decidir a publicar-les junt amb En Patufet, en un fulletó a l'estil de la literatura de canya i cordill -que no va mancar mai més a la revista. La tasca d'en Folch a En Patufet va ser molt important, car les seves «Pàgines viscudes», que ja havia encetat a la revista La Renaixensa, van constituir el plat fort del periòdic. Aquestes petites narracions concentrades eren l'ànima de la revista. En els primers anys i en la part literària de la publicació hi trobem Enric de Fuentes, Clovis Eimeric, Ramon Blasi, Xavier Bonfill o Manuel Folch i Torres, que escriu regularment en les seccions «Pòrtic», «De la Ceca a la Meca» i «Pel·lícula de la setmana». Molt regularment hi col·laboren també Josep Font i Solsona, Magí Valls Martí, Jordi Subirà, Maria Perpinyà o Vicenç Coma i Solei.
En el capítol de dibuixants que il·lustraven els textos, hi trobem els tres contribuïdors principals en Gaietà Cornet, Joan Llaverias i Joan G. Junceda. Aquest darrer qui es consagraria com a dibuixant i il·lustrador d'excepció que signava els seus ninots amb el nom de «Titella». En la primera època de la revista, hi col·laboren també Ricard Opisso i Feliu Elies, Lola Anglada, Joan Vila i Antoni Muntanyola i Carner, qui fou el primer a dibuixar el personatge que va donar nom a la publicació.
Finalment, En Patufet deixa de publicar-se l'any 1938; concretament, el darrer número d'En Patufet porta la data de 24 i 31 desembre. L'entrada de Franco a Barcelona era imminent. Oficialment va entrar el 26 de gener del 1939, però la vida a la ciutat ja feia dies que tenia un caràcter provisional per culpa de la fi de la guerra. El nou règim prohibí rodonament tota publicació en català. Aquest fet va ser la causa de la mort d'En Patufet, que fins al darrer número havia estat un succés de venda, amb gran estimació i seguiment popular.

### Segona època (1968-1973)
Després de la guerra civil espanyola, i enmig d'enormes dificultats, algunes revistes infantils catalanes havien aconseguit arribar novament al carrer. Josep M. Bagunyà, tot i no tenir la cobertura i la protecció de l'Església que sí havien tingut Cavall Fort i L'infantil, va decidir tornar a tirar endavant la revista que durant tants anys havia editat el seu avi, però inicialment no va rebre el permís per editar-la. A la darreria del franquisme, l'editorial de l'Abadia de Montserrat començava a publicar en català, com ara la revista Cavall Fort, però Lluís Bagunya, el fill de Josep, no volia sotmetre's a la censura de l'església. Tot i això, afortunadament Albert Viña Tous, editor de la publicació en llengua castellana TBO, havia entrat a formar part de la Junta Assessora de la Premsa Infantil del Règim i va aprofitar les seves influències per defensar a Madrid la reaparició d'En Patufet. Tot i que al començament va rebre moltes negatives perquè es considerava una revista extremista, finalment, després de demostrar que cap partit polític ni cap grup de pressió estava darrere de la publicació, en Bagunyà va rebre el permís tan sol·licitat.
La publicació va aparèixer en aquesta segona temporada amb el nom Patufet, i sobre el canvi de nom hi ha diverses versions: Bagunyà sostenia que els van donar el permís d'edició però els van obligar a fer un petit canvi de nom: d'En Patufet a Patufet. Amb aquest canvi es volia demostrar que no s'autoritzava la reedició d'una revista d'abans de la guerra, sinó que s'autoritzava l'edició d'una revista nova, desvinculada de l'anterior. La versió d'Antonio Martín diu que el canvi de nom es deu, exclusivament, a un error del senyor Bagunyà a l'hora de demanar el permís d'edició. Senzillament va demanar permís per editar una revista que es deia Patufet. Lluís Bagunyà també considerà que es tractava d'un error, però no atribuïble al seu pare, sinó al seu avi, qui una vegada acabada la guerra va anar a enregistrar el nom de la revista i es va equivocar a l'hora d'inscriure'l.
Per tirar endavant Patufet, Josep Maria Bagunyà va posar-se en contacte amb els antics col·laboradors del seu pare i va escollir-ne de nous. El nou director de la revista va ser Joan Sariol i Badia, i en Patufet va sortir als quioscs de Catalunya el 6 de desembre de 1968 editat per Baguñà Hermanos. amb periodicitat quinzenal. Una part dels lectors va celebrar i defensar la seva sortida d'una forma aferrissada, però per contra, un altre sector va criticar-la d'una manera ferotge. No per la sortida de la segona temporada de la revista, sinó per la continuïtat en la forma i l'estil d'En Patufet de la primera temporada. La polèmica i la controvèrsia es van mantenir vives durant alguns mesos per una gran part de la premsa de Barcelona, donat que per molts lectors, la reaparició d'en Patufet no significava tant el record d'una infantesa perduda sinó un reflex esbiaixat d'una Catalunya idealitzada.

### Intents de modernització de la publicació i reaccions
Durant els primers temps de la segona època de Patufet, en Bagunyà no va tenir cap mena de cura ni en la programació de la revista, ni en la seva maquetació i compaginació. La publicació s'anava omplint a mesura que s'anava recollint el material dels diversos col·laboradors, i el factor estètic i de maquetació gràfica no es va tenir quasi en compte. Pel que fa al contingut de les primeres revistes aquest era, predominantment, literari, on s'han de destacar les «Històries possibles» o les narracions de Ramon Blasi. Però als lectors infantils no els va agradar aquesta preeminència del format textual en comptes de gràfic i progressivament se'n van apartar, doncs era molt difícil que els infants de finals dels anys seixanta poguessin interessar-se pels mateixos temes i estils que els seus avis. I no només els nens, també els joves i molta gent gran, que va comprar els primers números amb una certa curiositat, es cansà al poc temps d'una revista que no sabia a quin dia vivia. Per consegüent, les vendes van baixar vertiginosament. Després d'un any de sortir el primer Patufet, la baixada de les vendes havia posat en estat d'alerta l'editorial. Es van crear algunes noves seccions i nous personatges d'historieta. La revista va guanyar llum i color gràcies al fitxatge del gran dibuixant Josep Palet, el qual va il·lustrar algunes seccions. Tot i això, les vendes van continuar baixant fins al 1971, un any que es van fer moltes noves incorporacions de col·laboradors, i a partir del número 73, de 10 de setembre de 1971, la revista passà a una periodicitat setmanal.
La participació de Jordi Lluís Bagunyà va ser molt important perquè, a banda d'escriure-hi, va participar plenament en la gestió d'en Patufet, va buscar nous col·laboradors i, juntament amb Eduard Paulos i Pere Olivé, va acabar planificant la revista i donant-li l'empenta que va aconseguir a partir de l'any 1972. El 7 de gener de 1972 apareix el número 90 amb un nou format de 17×24 cm i una presentació acuradíssima d'espai, distribució i color. Patufet és ara una revista moderna. Pere Olivé fins a la clausura de la revista incorporarà joves valors del dibuix català com Toni Batllori, Alfons López o Joma. Patufet, sobretot a partir d'aquesta segona etapa, va esdevenir així la revista infantil catalana de més atrevida creació gràfica humorística i, en aquest sentit, va ser la que va permetre la màxima participació dels il·lustradors ninotaires del moment.
Tot i els canvis i millores descrits, no tothom va estar d'acord amb la renovació de la revista i els subscriptors continuaren a donar se de baixa d'una manera implacable. El contrasentit es representava en el fet de com més s'actualitzava i millorava la revista, menys es venia, com allunyada dels gustos, els costums lectors i la psicologia d'una bona part dels lectors d'en Patufet. La clau era, probablement, que la nova revista havia perdut l'essència de l'edició moderna.

### Desaparició
A partir del número 137, corresponent a l'1 de desembre de 1972, la revista fa una crida angoixant a l'opinió pública: o augmenta el nombre de subscriptors o haurà de plegar. La premsa també va fer-se ressò d'aquesta crida, i això va provocar una reacció d'encoratjament per part de molts lectors. Telefonades, cartes, subscripcions... Tot i això, no es va aconseguir estabilitzar la revista ni els ingressos i aquesta va continuar decaient.
Cap al març del 1973 es va mirar de salvar la revista, salvar-la d'una decadència provocada probablement per l'error de l'editor Bagunyà de pretendre fer una publicació, el 1968, que agradés al sector de gent que havia conegut En Patufet en la seva època anterior. En els últims temps, i a causa de l'escassa venda d'exemplars, l'editor Josep Maria Bagunyà perdia unes 20.000 pessetes a la setmana per mantenir la publicació. El 29 de juny de 1973, la revista va publicar un editorial on anunciava que a causa de la crisi econòmica i, sobretot a causa de la incapacitat en què es trobaven d'encertar una línia prou atractiva per a un públic majoritari, es veien obligats a obrir un compàs d'espera fins a decidir quin seria el camí que seguirien. La revista va morir víctima del seu nom previ i de l'aurèola de fama que havia aconseguit en aquella gloriosa primera etapa. Els lectors joves van desentendre's de la revista quan va reaparèixer perquè no els interessava ni resultava atractiva, i molts lectors vells van retirar-li el suport quan va modernitzar-se perquè no hi sintonitzaven.

### Evolució de la llengua catalana aEn Patufet
En Patufet, dirigida als lectors i lectores en català, va reflectir l'evolució d'aquesta llengua i la seva progressiva normalització ortogràfica i gramatical. Durant els segles anteriors al nostre, la llengua catalana era molt irregular, és a dir, no tenia un model únic a seguir. Això es reflectí durant els primers números de la publicació, però a partir de l'any de la publicació de les Normes Ortogràfiques el 1904, els escriptors van adoptar-les gairebé immadiatament.
En Patufet, amb la seva finalitat catalanitzadora i alhora educativa, va realitzar un gran esforç per editar un setmanari correctament escrit, on nois i noies aprenguessin aquestes noves normes d'ortografia. Va aparèixer en un context on hi havia poca gent era lletrada, la primeria del segle xx 53% eren analfabets i el 1930 sempre eren 21%. A partir de l'any 1923 el dictador Miguel Primo de Rivera prohibí el català a les institucions públiques i a l'escola; per tant, aquesta revista era un dels únics mitjans per fer arribar les normes ortogràfiques a la joventut. Això va durar fins a l'any 1938, quan el règim franquista, «amb la prohibició del català, el va obligar a tancar en ple èxit de vendes i en un punt molt alt de popularitat».
L'any 1968, quan va tornar a aparèixer, va ser ja amb un català totalment normalitzat i una ortografia unificada. Després de tots els anys que es va patir una censura vers el català, la majoria de la població catalana no sabia escriure correctament la llengua del seu territori. Això ho van tenir en compte els col·laboradors de la revista, i en la seva segona època es creen dues seccions noves «La Nuri també en vol saber» i «Diccionari Patufet». En la primera secció, per exemple, cada setmana es plantejava una història que li succeïa a la Nuri, on se li proposava una qüestió ortogràfica. Ella plantejava el tema i al final el resolia donant l'explicació pertinent. L'autor d'aquesta secció va ser l'escriptor Josep Miracle. La segona secció mencionada mostrava una vintena de paraules en català, ordenades alfabèticament i cadascuna amb la seva explicació semàntica corresponent.

## Exposició i any Patufet 2004
El 2004, va ser «Any Patufet». A l'ocasió del centenari de la revista, es van organitzar tota mena d'actes. La Institució de les Lletres Catalanes va organitzar l'exposició «En Patufet: cent anys. Imaginari, cultura i indústria». Els facsímils dels plafons de l'exposició són disponibles en línia.

## Col·laboradors
L'editorial David va publicar el 1925 Els homes d'En Patufet, una col-lecció de sis monografies dels literats i artistes que redacten el popular setmanari. Josep Maria Folch i Torres; Joan G. Junceda; Gaietà Cornet; Manuel Folch i Torres; Joan Llaverias i Clovis Eimeric.

### Escriptors (1968-1973)
Alguns dels escriptors que hi van anar col·laborant foren: Ramon Folch i Camarasa, Josep Miracle, Lluís Coquard, Gabriel Jaraba, Xavier Garcia i Pujades, Ramon Garcia i Piñol, Turnes, Josep Esteve, Miquel Fort, Armand Blanch (Jordi Valent), Teresa Fabregat (Sílvia), Jacint Nonell, Garcia Estragués, Josep Font i Solsona, Aurora Díaz-Plaja, Lluís Gassó, Maria Lluïsa Solà, Ramon Blasi i Rabassa, Josep Maria Espinàs i Joan Bertrán i Deu.

### Il·lustradors (1968-1973)
Alguns dels dibuixants que hi van anar col·laborant foren: Joaquim Muntañola, Pere García Lorente, Antoni Batllori i Jofre, Toni Batllori, Ramon Tosas (Ivá), Alfons López, Jaume Perich, Josep Escobar, Juan López (Jan) - Josep Maria Rius (Joma), Palol, Joan Antoni Fernández (Fer), Tom Roca, Don Ángel, Ricardo Oliván, Josep Peñarroya, Josep Maria Beà, Ramon Solá, Isidre Monés, Joan Puig, Josep Lluís Martínez (Picanyol), Claudi, Mia Alberdi, Joan Tharrats, August Tharrats (Tha), Joan Palet, Joan Puig, Serra Llimona, Xots, Ricard Soler, Tinet, Ulisses Traver, Miquel Esparbé, Orteu i Pere Olivé.